# Kicking Horse Mountain Resort
Le Kicking Horse Mountain Resort est une station de sports d'hiver canadienne située près de Golden, en Colombie-Britannique. On y accède par une route qui franchit le Columbia par le Kicking Horse Drive Bridge.